# Văn phòng

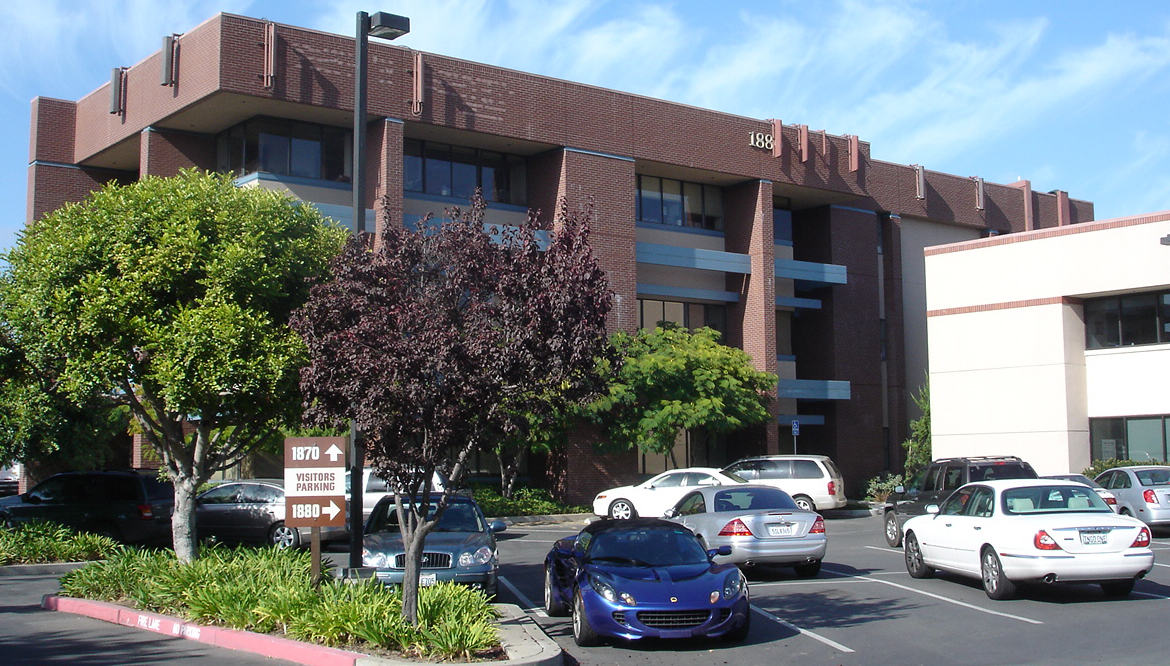
Một văn phòng ở Mỹ

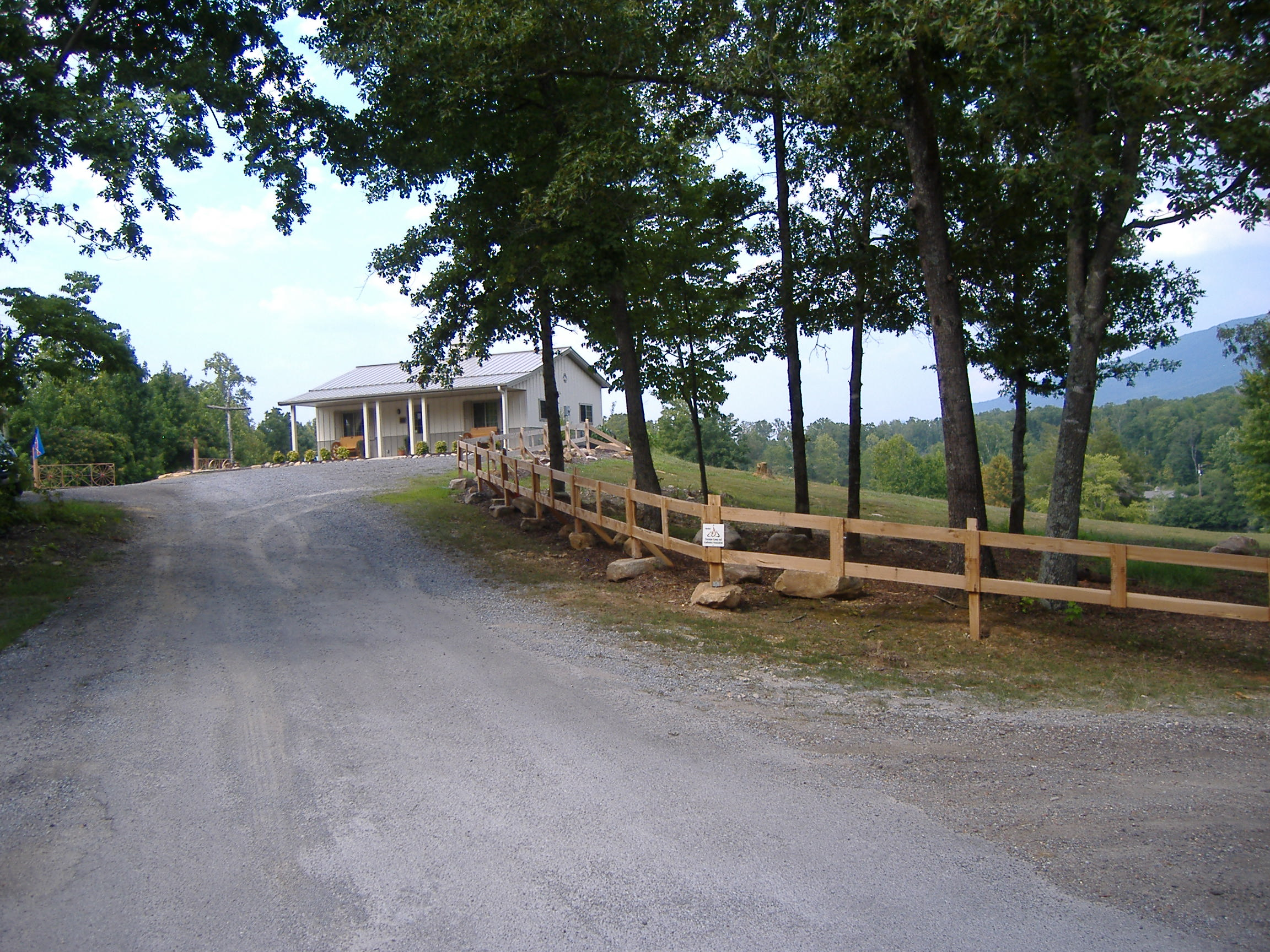
Đường vào một văn phòng

Văn phòng hay công sở là tên gọi chỉ chung về một phòng hoặc khu vực làm việc khác trong đó mọi người làm việc hay những tòa nhà được thiết kế, bố trí để sử dụng hoặc cho thuê đối với những cá nhân, tổ chức thực hiện các hoạt động văn phòng (liên quan đến giấy tờ, sổ sách, máy vi tính, bàn làm việc), Văn phòng cũng có thể biểu thị một vị trí hay một bộ phận trong một tổ chức với các nhiệm vụ cụ thể gắn liền với các hoạt động liên quan đến những công việc chung, đối nội, đối ngoại, quản lý công sở của tổ chức đó (Văn phòng Sở, hay văn phòng được đặt trong các cơ quan, tổ chức, công ty và thường có các chức danh Chánh Văn phòng, Phó Chánh Văn phòng, nhân viên văn phòng, gọi chung là dân văn phòng).
Thời Trung Cổ (1000-1300) văn phòng đã được manh nha hình thành và là nơi mà hầu hết các lá thư của triều đình, các văn bản luật pháp đã được sao chép và lưu giữ. Trong tiếng Anh, khi được sử dụng như một tính từ, thuật ngữ "văn phòng" có thể chỉ các hoạt động liên quan đến việc kinh doanh, với nhiều từ liên quan như văn phòng phẩm, cửa hàng văn phòng phẩm (Quầy văn phòng phẩm). Về mặt pháp lý, văn phòng có thể là tên giao dịch của một tổ chức có tư cách pháp nhân như các Văn phòng luật sư, Văn phòng công chứng hoặc là một bộ phận của công ty, doanh nghiệp không có chức năng kinh doanh như Văn phòng đại diện, Văn phòng thương mại, trung tâm xúc tiến thương mại.

## Lịch sử

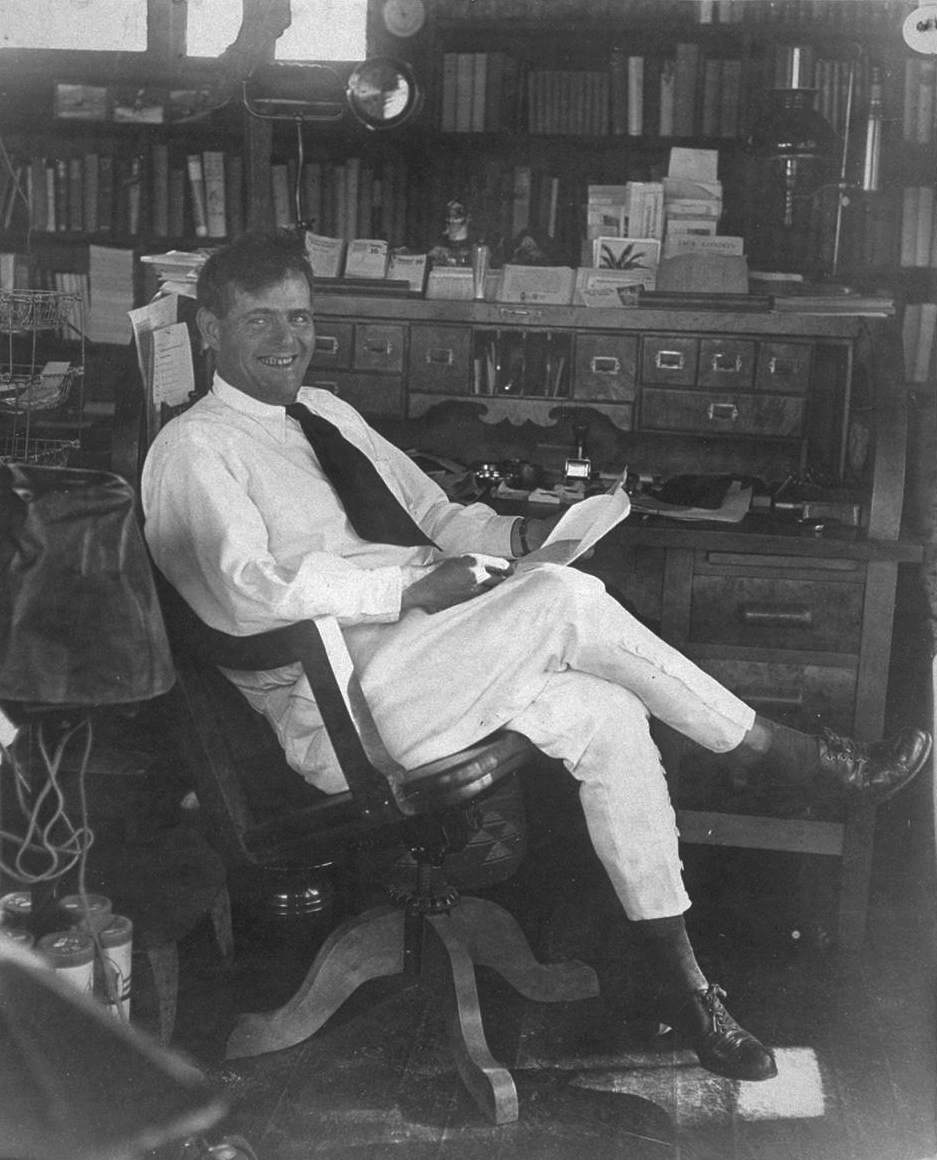
Jack London trong văn phòng của ông vào năm 1916

Từ "văn phòng" bắt nguồn từ tiếng Latin "officium", và các từ tương đương trong nhiều ngôn ngữ khác, chủ yếu là các ngôn ngữ thuộc ngữ hệ Rôman. Người La Mã sử dụng "officium" để chỉ một "cơ quan" di động bao gồm đội ngũ nhân viên và chức vụ chính thức, như quan tòa. Sau sự sụp đổ của đế chế La Mã, bộ máy hành chính phức tạp của họ đã không có đối thủ trong nhiều thế kỷ ở phương Tây. Nhiều khu vực rơi vào tình trạng mù chữ, trong khi phương Đông duy trì một nền văn hóa hành chính tinh vi hơn dưới thời Byzantine và Hồi giáo.
Trong thời kỳ cổ đại, các văn phòng thường nằm trong khuôn viên cung điện hoặc đền thờ lớn. Căn phòng lưu trữ cuộn giấy trong khuôn viên cung điện hay đền thờ thời cổ đại chính là tiền thân của văn phòng hiện đại. Nơi đây là nơi các thư lại làm việc, lưu trữ hồ sơ, hiệp ước, sắc lệnh,... chứ không phải để lưu trữ thơ ca hay tác phẩm hư cấu như nhiều người lầm tưởng.

### Thời Trung cổ

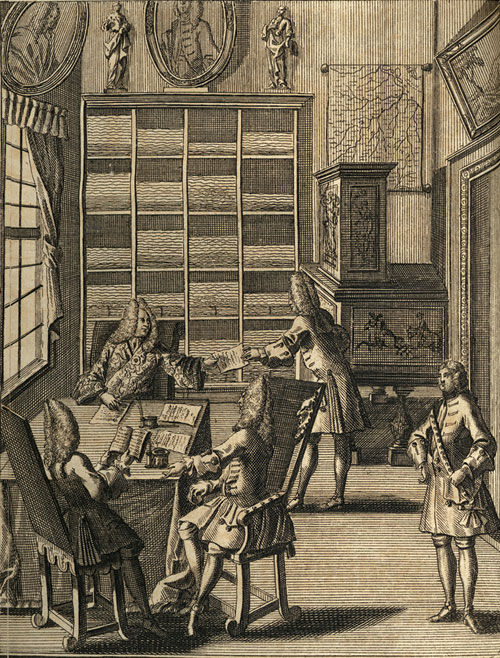
Một văn phòng châu Âu thời kỳ đầu, năm 1719

Từ thế kỷ 10 đến 13, các văn phòng thời trung cổ xuất hiện và đóng vai trò quan trọng trong việc soạn thảo công văn và sao chép luật lệ trong mỗi vương quốc. Những căn phòng này có thiết kế đặc biệt với các ô ngăn nhỏ trên tường để lưu trữ cuộn giấy da một cách an toàn và tiện lợi, như một tiền thân của giá sách hiện đại.
Hình ảnh người ta làm việc trong văn phòng riêng với sổ sách ghi chép hay cuộn giấy da xuất hiện phổ biến trong các bức tranh và thảm trang trí thời Trung cổ. Trước khi máy in được phát minh và ứng dụng rộng rãi, ranh giới giữa văn phòng và thư viện riêng rất mong manh. Lý do là bởi cùng một chiếc bàn được sử dụng cho cả việc đọc, viết sách và ghi chép sổ sách kế toán, thư từ cá nhân lẫn công việc.
Từ "văn phòng" (office) trong tiếng Anh xuất hiện lần đầu tiên vào thế kỷ 13, dùng để chỉ vị trí công việc với các nhiệm vụ chuyên môn cụ thể (ví dụ: chức vụ ...). Geoffrey Chaucer được cho là người đầu tiên sử dụng từ này vào năm 1395 trong tác phẩm "The Canterbury Tales" (truyện cổ Canterbury) với ý nghĩa là nơi diễn ra các hoạt động kinh doanh.
Cùng với sự thống trị của chủ nghĩa trọng thương trong thời kỳ Phục hưng, các thương nhân bắt đầu tiến hành hoạt động kinh doanh tại những tòa nhà. Nơi đây đồng thời diễn ra các hoạt động bán lẻ, lưu kho và công việc văn thư. Đến thế kỷ 15, mật độ dân số tại nhiều thành phố gia tăng, thúc đẩy việc sử dụng các tòa nhà riêng biệt cho mục đích kinh doanh. Nhờ đó, ranh giới chức năng giữa công trình tôn giáo, chính phủ/quân sự và thương mại dần được hình thành rõ rệt hơn.

### Sự xuất hiện của văn phòng hiện đại
Sự phát triển của các tổ chức lớn như Hải quân Hoàng gia và Công ty Đông Ấn vào thế kỷ 18 đã thúc đẩy xây dựng những công trình văn phòng đầu tiên được thiết kế chuyên biệt. Tòa nhà Old Admiralty (tòa nhà Ripley) được hoàn thành vào năm 1726, trở thành tòa nhà văn phòng có chủ đích đầu tiên tại Vương quốc Anh. Ngoài khu vực văn phòng, công trình còn bao gồm phòng họp và khu nhà ở cho các quan chức Hải quân Hoàng gia. Vào những năm 1770, Somerset House được xây dựng, đánh dấu khu phức hợp đầu tiên dành riêng cho công việc văn phòng, tập hợp nhiều văn phòng rải rác trước đây của Hải quân Hoàng gia.

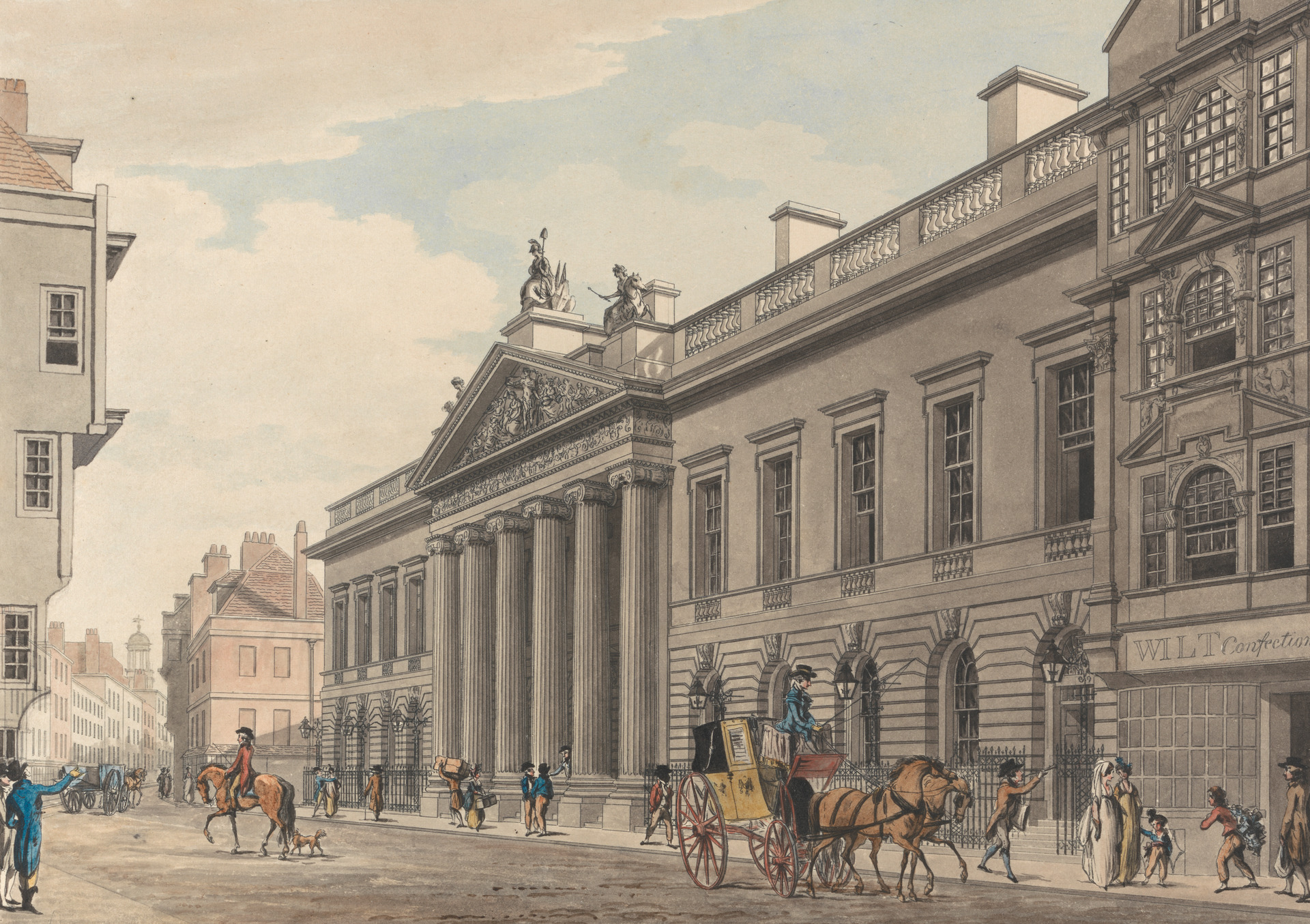
Công ty Đông Ấn sở hữu một khu phức hợp rộng lớn tại Ấn Độ vào năm 1800. Nơi đây được ví như "trụ sở chính" để quản lý các lãnh thổ thuộc quyền của công ty, với đội ngũ nhân viên hành chính hùng hậu.

Năm 1729, East India House (Trụ sở Công ty Đông Ấn) được xây dựng trên phố Leadenhall, đóng vai trò là trung tâm điều hành cho Công ty trong việc quản lý các thuộc địa Ấn Độ. Để thực hiện nhiệm vụ này, Công ty đã xây dựng một hệ thống hành chính vô cùng phức tạp, đòi hỏi hàng ngàn nhân viên văn phòng để xử lý khối lượng công việc khổng lồ. Nhận thức được lợi ích của quản lý tập trung, Công ty yêu cầu tất cả nhân viên phải đăng ký vào và ra tại văn phòng trung tâm mỗi ngày.
Cùng với sự bùng nổ của Cách mạng Công nghiệp vào thế kỷ 18 và 19, các ngành công nghiệp như ngân hàng, đường sắt, bảo hiểm, bán lẻ, dầu mỏ và điện báo chứng kiến sự tăng trưởng mạnh mẽ về quy mô và độ phức tạp. Nhu cầu xử lý đơn hàng, kế toán và lưu trữ tài liệu gia tăng, dẫn đến việc sử dụng ngày càng nhiều nhân viên văn phòng. Do đó, các không gian văn phòng chuyên biệt ra đời để đáp ứng nhu cầu này. Hầu hết bàn làm việc thời kỳ này được thiết kế cao ráo, với các ngăn lưu trữ hồ sơ xếp chồng phía trên mặt bàn.
Giá đất cao tại trung tâm thành phố thúc đẩy xây dựng những tòa nhà cao tầng đầu tiên. Ban đầu, do hạn chế về kỹ thuật, các công trình này chỉ cao khoảng 10 tầng. Tuy nhiên, với sự ra đời của sắt thép, những tòa nhà cao hơn bắt đầu xuất hiện. Brunswick Building được xây dựng tại Liverpool năm 1841 là tòa nhà văn phòng chuyên dụng đầu tiên. Năm 1852, Elisha Otis phát minh ra thang máy an toàn, đánh dấu bước ngoặt cho sự phát triển mạnh mẽ của các tòa nhà cao tầng. Cuối thế kỷ 19, các tòa nhà văn phòng lớn thường có giếng trời rộng rãi để đón ánh sáng tự nhiên và cải thiện lưu thông không khí cho toàn bộ tòa nhà.

### Thế kỷ 20
Năm 1906, Sears, Roebuck và Co. khánh thành trụ sở và trung tâm bán hàng tại Chicago. Với diện tích 3.000.000 foot vuông (280.000 m2), đây là tòa nhà lớn nhất thế giới thời bấy giờ. Nghiên cứu thời gian, chuyển động của F. W. Taylor trong sản xuất được Frank và Lillian Gilbreth áp dụng vào môi trường văn phòng, dẫn đến quan điểm mới về vai trò quản lý: cần tham gia trực tiếp chỉ đạo công việc cấp dưới để nâng cao hiệu quả. F.W. Taylor đề xuất sử dụng mặt bằng rộng rãi, thoáng đãng và bố trí bàn làm việc hướng về phía người giám sát. Năm 1915, Công ty Bảo hiểm Nhân thọ Equitable tại New York tiên phong áp dụng "Bàn làm việc Hiệu quả Hiện đại".

Bên trong một văn phòng

Đến giữa thế kỷ 20, nhiều người nhận ra rằng một văn phòng hiệu quả đòi hỏi sự linh hoạt trong kiểm soát không gian riêng tư. Điều này không chỉ giúp giảm sự nhàm chán (gắn liền với năng suất kém), mà còn khuyến khích sáng tạo. Năm 1964, công ty thiết bị văn phòng Herman Miller đã thuê Robert Propst, một nhà thiết kế công nghiệp chuyên nghiệp. Ông đưa ra khái niệm "Văn phòng hành động" (Action Office), sau này phát triển thành hệ thống nội thất văn phòng dạng ngăn ô.

## Bố trí, thiết kế

Bên trong một văn phòng

Một văn phòng thường phải được thiết kế theo hướng hiện đại, khoa học và hợp lý để có thể chứa đựng và phục vụ cho nhiều nhân viên văn phòng để thực hiện các công việc có tính chất chuyên môn cao như công nghệ thông tin, kinh doanh, quản trị kinh doanh, ngân hàng, tài chính. Nhất là trong thời đại ngày nay thì văn phòng thường được đề cập đến như là nơi làm việc của những người lao động trí óc hay công nhân cổ cồn trắng. Thông thường các văn phòng thường tọa lạc tại các đường phố hoặc trung tâm đông người qua lại.
Một văn phòng dù quy mô lớn, hay quy mô nhỏ thì thường phải được trang bị các điều kiện làm việc như bàn làm việc, ghế làm việc, ghế dài, tủ lưu hồ sơ, tủ sách, máy vi tính (thường kết nối Internet), điện thoại, máy in, máy fax, máy scan, giấy tờ, sổ sách, văn phòng phẩm..... Hiện nay có nhiều loại hình văn phòng ảo (trên mạng hoặc thông qua liên lạc) thực hiện các chức năng của văn phòng (chủ yếu là môi giới) xuất hiện mà không có một vị trí làm việc cụ thể. Ngoài ra ngày nay loại hình kinh doanh các cao ốc văn phòng, cho thuê văn phòng cũng trở nên phổ biến để đáp ứng nhu cầu của xã hội về công việc văn phòng, nhất là các trung tâm kinh tế, thành phố lớn.